# Fernando Codá Marques
Fernando Codá Marques (São Carlos, 8 ottobre 1979) è un matematico brasiliano, attivo principalmente nello studio della geometria, della topologia e delle equazioni differenziali alle derivate parziali. Nel 2012 ha dimostrato la congettura di Willmore in collaborazione con André Neves. È attualmente professore all'Università di Princeton.